# デルタブルース
デルタブルース（英：Delta Blues、香：密州怨曲）は、日本中央競馬会 (JRA) の競走馬。
2004年の菊花賞、2006年のメルボルンカップ優勝馬である。
馬名の由来は母名からの連想で、「ミシシッピ河口の三角州地帯を起源とする荒々しいブルース（デルタ・ブルース）」となっている。日本調教馬で初めてオーストラリア最優秀長距離馬に選ばれた馬である。

## 戦績

### 2歳・3歳時
2003年11月29日京都競馬場芝1600m戦でデビュー。結果は7着であった。このレース以降、2000m以上の距離のレースを使われることになる。未勝利戦（一度格上挑戦がある）でも2着2回、4着2回と勝ちきれず、2004年4月17日、福島競馬場にて6戦目で初勝利をあげる。次走の青葉賞では13着と惨敗。その後500万を勝って休養に入る。秋初戦は5着に敗れたが、続く1000万条件戦を勝利し菊花賞に出走した。
これまでの実績から、単勝45倍の8番人気に過ぎなかったが､好位から早めのスパートを見せ勝利する。調教師の角居勝彦、騎手の岩田康誠共に初のGI制覇となった。本来なら菊花賞の後、放牧する予定だったがジャパンカップへ出走してゼンノロブロイ、コスモバルクの3着となった。有馬記念は3歳馬としては最先着の5着に入る。2004年JRA賞最優秀父内国産馬を受賞した。

### 4歳時
前年の疲れもあり、春は天皇賞（春）、宝塚記念を回避し、全休した。秋シーズン、アルゼンチン共和国杯で復帰、この競走では5着に敗れたが、次走ステイヤーズステークスは単勝1.8倍の断然の1番人気に応え快勝した。続く有馬記念では3番人気に支持されるが11着と大敗。鞍上のオリビエ・ペリエは前年まで有馬記念を3連覇していたが、4連覇はならなかった。

### 5歳時
緒戦は京都記念に出走し5着。続く阪神大賞典は7馬身離された3着。天皇賞（春）は4番人気に推されるも、勝負どころで動けず、ディープインパクトの10着と大敗した。その後、宝塚記念に向け調整されていたが､右前脚に脚部不安を発症、同レースを回避し休養することとなった。秋に入り、同厩舎のポップロックと共にオーストラリアへ遠征。約半年ぶりの出走となったコーフィールドカップでは56.0kgのトップハンデを課され、現地での前評判も高くはなかったが、3着と健闘した。次走、メルボルンカップでは早めに先頭に立つとポップロックとの競り合いを制し、コロネーションカップやゴールドカップの勝ち馬イェーツらを抑えて優勝。同レースでのアジア調教馬の優勝、及び南半球で開催されるG1競走での日本調教馬の優勝はこれが初めてである。レースは日本調教馬2頭が抜け出すという日本馬の強さが目立つ内容であった。このレースによって後に2006/07年シーズンのオーストラリア最優秀ステイヤーに選ばれた。日本調教馬がオーストラリアの代表馬に選ばれたのは史上初のことである。
日本帰国後は第51回有馬記念に出走。しかし最後の直線でメイショウサムソンと接触し、6着に敗れた。

### 6歳時
阪神大賞典から始動。59キロという厳しい斤量を背負うことになったが、勝ったアイポッパーと差のない4着に入った。しかし続いての天皇賞（春）では、レース中に左前脚の蹄鉄を落鉄したことも響いてか12着と大きく敗れ、予定していたキングジョージ6世&クイーンエリザベスステークス出走を回避しノーザンファームで休養に入った。
8月1日に前年に続きコーフィールドカップとメルボルンカップの一次登録を済ませたが、馬インフルエンザ騒動により、遠征を断念することになり、9月3日に登録を取り消された。その後9月23日のオールカマーに出走を予定していたが、これも9月19日に左前肢にフレグモーネ（皮膚病の一種）を発症したため回避した。このため10月7日の京都大賞典に予定を変更した。このレースから鞍上は川田将雅騎手に乗り替わりとなった。59キロを背負っての出走となり、スタートから押してハナを切って逃げたものの5着となっている。なお、第1希望で香港ヴァーズ、第2希望で香港カップに予備登録を行っていたが、10月23日に馬インフルエンザの影響で検疫期間が1ヶ月かかることから回避することが発表された。そして天皇賞（秋）に出走し、このレースから初めてブリンカーを装着したが12番人気で12着という結果に終わった。天皇賞（秋）後は初のダート戦となる浦和記念に出走登録を行っていたが回避し、ジャパンカップへ出走し5着に入った。12月上旬に東京大賞典に登録を行い、有馬記念と東京大賞典の両方に出走することになった。そして12月23日の有馬記念は、過去4回中最低となる12着という結果に終わった。有馬記念後は予定通り中5日で12月29日の東京大賞典に出走したが、初のダート戦とあってか12着と大敗した。レース後は放牧に出された。

### 7歳時
2008年シーズンは疲労のため春の復帰を断念し、9月17日に帰厩した。そして復帰戦となる京都大賞典へ出走登録を行っていたが、10月8日の調教後に右前脚の蟻洞を発見されたため回避することになり、結局この年はレースに出走することはなかった。

### 8歳時
2009年3月22日の阪神大賞典で1年3カ月ぶりのレースとなったが、道悪馬場がこたえて6着に終わった。続く5月3日の天皇賞・春では中団で待機するも直線で伸びを欠いて10着に敗れた。続く5月31日の目黒記念では好位集団で待機するも不良馬場が影響して16着と大敗した。その後、6月11日付で競走馬登録を抹消され、引退した。

## 引退後
引退後、デルタブルースはノーザンホースパークで馬術の障害飛越競技用馬として運用されていた。

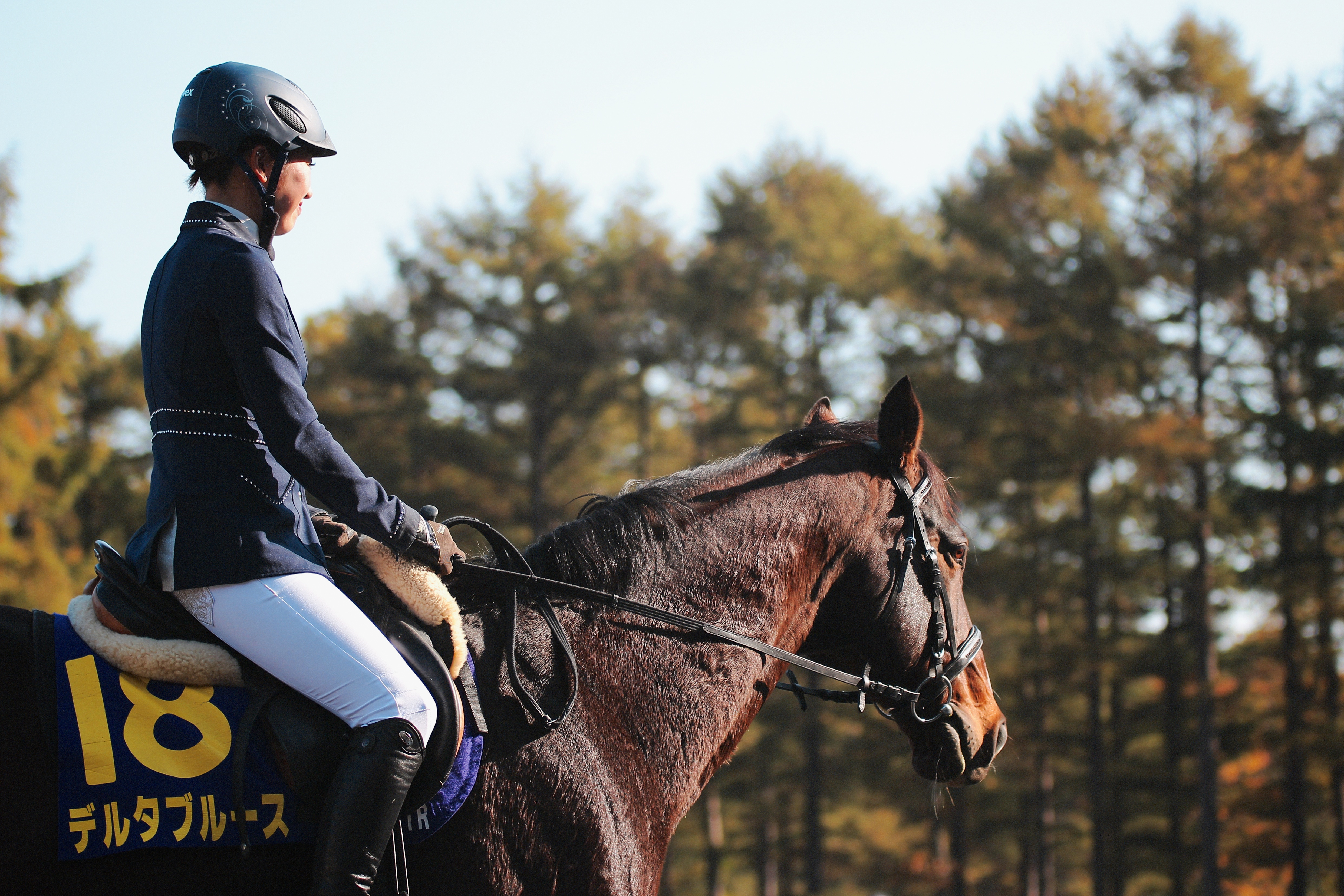
ノーザンホースパークにて（2015年）

2021年10月から岡山県真庭市蒜山のオールド・フレンズ・ジャパンで繋養されている。2022年より引退名馬繋養展示事業の対象となった。
2024年10月8日、蹄葉炎により死亡した。23歳没。

## 競走成績
| 年月日 | 年月日 | 年月日 | 競馬場         | 競走名               | 格       | 人気 | オッズ | 着順 | 距離          | タイム  | （上3F） | 騎手           | 勝ち馬 / （2着馬）     |
| ------ | ------ | ------ | -------------- | -------------------- | -------- | ---- | ------ | ---- | ------------- | ------- | -------- | -------------- | ---------------------- |
| 2003   | 11.    | 29     | 京都           | 2歳新馬              |          | 03人 | 006.9  | 07着 | 芝1600m（重） | 1:40.3  | (37.3)   | 武幸四郎       | ブラックヘリオス       |
|        | 12.    | 6      | 阪神           | 2歳未勝利            |          | 04人 | 009.1  | 02着 | 芝2000m（良） | 2:03.0  | (35.1)   | C.スミヨン     | ピエナオンリーワン     |
| 2004   | 1.     | 17     | 小倉           | 3歳未勝利            |          | 01人 | 001.4  | 02着 | 芝2000m（稍） | 2:02.8  | (37.5)   | 武豊           | マイネルディグノ       |
|        | 1.     | 25     | 小倉           | 3歳未勝利            |          | 01人 | 002.8  | 04着 | 芝2000m（良） | 2:04.9  | (37.9)   | 武幸四郎       | マイネルドレスデン     |
|        | 2.     | 8      | 京都           | 梅花賞               | 500万下  | 02人 | 008.6  | 04着 | 芝2400m（良） | 2:29.8  | (35.4)   | 岩田康誠       | マイネルドレスデン     |
|        | 4.     | 17     | 福島           | 3歳未勝利            |          | 01人 | 002.7  | 01着 | 芝2000m（良） | 2:00.6  | (36.2)   | 武幸四郎       | （グラスハンター）     |
|        | 5.     | 1      | 東京           | 青葉賞               | GII      | 13人 | 152.3  | 13着 | 芝2400m（良） | 2:26.8  | (36.1)   | 後藤浩輝       | ハイアーゲーム         |
|        | 5.     | 23     | 東京           | 3歳500万下           |          | 01人 | 001.4  | 01着 | 芝2400m（稍） | 2:29.8  | (34.4)   | 安藤勝己       | （マイネルガスト）     |
|        | 9.     | 20     | 阪神           | 兵庫特別             | 1000万下 | 04人 | 007.7  | 05着 | 芝2500m（良） | 2:33.0  | (37.6)   | 後藤浩輝       | ブリットレーン         |
|        | 10.    | 2      | 中山           | 九十九里特別         | 1000万下 | 01人 | 001.8  | 01着 | 芝2500m（良） | 2:34.7  | (34.6)   | 岡部幸雄       | （ユーワキングストン） |
|        | 10.    | 24     | 京都           | 菊花賞               | GI       | 08人 | 045.1  | 01着 | 芝3000m（良） | 3:05.7  | (35.7)   | 岩田康誠       | （ホオキパウェーブ）   |
|        | 11.    | 28     | 東京           | ジャパンC            | GI       | 07人 | 013.4  | 03着 | 芝2400m（良） | 2:24.8  | (34.6)   | 安藤勝己       | ゼンノロブロイ         |
|        | 12.    | 26     | 中山           | 有馬記念             | GI       | 04人 | 008.9  | 05着 | 芝2500m（良） | 2:30.0  | (35.6)   | D.ボニヤ       | ゼンノロブロイ         |
| 2005   | 11.    | 6      | 東京           | アルゼンチン共和国杯 | GII      | 01人 | 004.2  | 05着 | 芝2500m（良） | 2:33.1  | (35.5)   | O.ペリエ       | サクラセンチュリー     |
|        | 12.    | 3      | 中山           | ステイヤーズS        | GII      | 01人 | 001.8  | 01着 | 芝3600m（良） | 3:47.7  | (34.7)   | O.ペリエ       | （エルノヴァ）         |
|        | 12.    | 25     | 中山           | 有馬記念             | GI       | 03人 | 011.5  | 11着 | 芝2500m（良） | 2:33.0  | (35.6)   | O.ペリエ       | ハーツクライ           |
| 2006   | 2.     | 18     | 京都           | 京都記念             | GII      | 03人 | 006.3  | 05着 | 芝2200m（良） | 2:13.9  | (35.7)   | O.ペリエ       | シックスセンス         |
|        | 3.     | 19     | 阪神           | 阪神大賞典           | GII      | 02人 | 007.4  | 03着 | 芝3000m（稍） | 3:10.1  | (38.3)   | 岩田康誠       | ディープインパクト     |
|        | 4.     | 30     | 京都           | 天皇賞（春）         | GI       | 04人 | 024.5  | 10着 | 芝3200m（良） | 3:15.7  | (34.6)   | 岩田康誠       | ディープインパクト     |
|        | 10.    | 21     | コーフィールド | コーフィールドC      | G1       | 17人 |        | 03着 | 芝2400m（良） |         |          | N.ローウィラー | Tawqeet                |
|        | 11.    | 7      | フレミントン   | メルボルンC          | G1       | 08人 | 017.5  | 01着 | 芝3200m（良） | 3:21.42 |          | 岩田康誠       | （ポップロック）       |
|        | 12.    | 24     | 中山           | 有馬記念             | GI       | 09人 | 039.0  | 06着 | 芝2500m（良） | 2:32.7  | (35.3)   | 岩田康誠       | ディープインパクト     |
| 2007   | 3.     | 18     | 阪神           | 阪神大賞典           | GII      | 04人 | 008.2  | 04着 | 芝3000m（良） | 3:08.4  | (34.1)   | 岩田康誠       | アイポッパー           |
|        | 4.     | 29     | 京都           | 天皇賞（春）         | GI       | 3人  | 004.6  | 12着 | 芝3200m（良） | 3:15.2  | (35.9)   | 岩田康誠       | メイショウサムソン     |
|        | 10.    | 7      | 京都           | 京都大賞典           | GII      | 05人 | 013.3  | 05着 | 芝2400m（良） | 2:25.1  | (34.3)   | 川田将雅       | インティライミ         |
|        | 10.    | 28     | 東京           | 天皇賞（秋）         | GI       | 12人 | 048.0  | 12着 | 芝2000m（稍） | 1:59.7  | (36.1)   | 川田将雅       | メイショウサムソン     |
|        | 11.    | 25     | 東京           | ジャパンC            | GI       | 14人 | 147.2  | 05着 | 芝2400m（良） | 2:25.1  | (34.4)   | 川田将雅       | アドマイヤムーン       |
|        | 12.    | 23     | 中山           | 有馬記念             | GI       | 10人 | 059.6  | 12着 | 芝2500m（稍） | 2:35.7  | (38.0)   | 川田将雅       | マツリダゴッホ         |
|        | 12.    | 29     | 大井           | 東京大賞典           | JpnI     | 05人 | 016.2  | 12着 | ダ2000m（不） | 2:07.3  | (39.9)   | 岩田康誠       | ヴァーミリアン         |
| 2009   | 3.     | 22     | 阪神           | 阪神大賞典           | GII      | 10人 | 036.5  | 06着 | 芝3000m（重） | 3:14.4  | (39.7)   | 川田将雅       | アサクサキングス       |
|        | 5.     | 3      | 京都           | 天皇賞（春）         | GI       | 13人 | 047.6  | 10着 | 芝3200m（良） | 3:16.2  | (36.2)   | 岩田康誠       | マイネルキッツ         |
|        | 5.     | 31     | 東京           | 目黒記念             | GII      | 14人 | 053.0  | 16着 | 芝2500m（不） | 2:43.9  | (42.5)   | 岩田康誠       | ミヤビランベリ         |

### 受賞歴
- 2004年JRA賞最優秀父内国産馬
- 2006/2007年オーストラリア最優秀長距離馬

## 血統表
| デルタブルースの血統                               | デルタブルースの血統                                  | デルタブルースの血統               | （血統表の出典）                   | （血統表の出典） |
| 父系                                               | サンデーサイレンス系（ヘイロー系）                    | サンデーサイレンス系（ヘイロー系） | サンデーサイレンス系（ヘイロー系） | [ § 2 ]          |
| 父 ダンスインザダーク 1993 鹿毛                    | 父の父* サンデーサイレンス Sunday Silence 1986 青鹿毛 | Halo                               | Hail to Reason                     | Hail to Reason   |
| 父 ダンスインザダーク 1993 鹿毛                    | 父の父* サンデーサイレンス Sunday Silence 1986 青鹿毛 | Halo                               | Cosmah                             |                  |
| 父 ダンスインザダーク 1993 鹿毛                    | 父の父* サンデーサイレンス Sunday Silence 1986 青鹿毛 | Wishing Well                       | Understanding                      | Understanding    |
| 父 ダンスインザダーク 1993 鹿毛                    | 父の父* サンデーサイレンス Sunday Silence 1986 青鹿毛 | Wishing Well                       | Mountain Flower                    |                  |
| 父 ダンスインザダーク 1993 鹿毛                    | 父の母* ダンシングキイ Dancing Key 1983 鹿毛          | Nijinsky II                        | Northern Dancer                    | Northern Dancer  |
| 父 ダンスインザダーク 1993 鹿毛                    | 父の母* ダンシングキイ Dancing Key 1983 鹿毛          | Nijinsky II                        | Flaming Page                       |                  |
| 父 ダンスインザダーク 1993 鹿毛                    | 父の母* ダンシングキイ Dancing Key 1983 鹿毛          | Key Partner                        | Key to the Mint                    | Key to the Mint  |
| 父 ダンスインザダーク 1993 鹿毛                    | 父の母* ダンシングキイ Dancing Key 1983 鹿毛          | Key Partner                        | Native Partner                     |                  |
| 母 * ディクシースプラッシュ Dixie Splash 1988 鹿毛 | 母の父Dixieland Band 1980 鹿毛                        | Northern Dancer                    | Nearctic                           | Nearctic         |
| 母 * ディクシースプラッシュ Dixie Splash 1988 鹿毛 | 母の父Dixieland Band 1980 鹿毛                        | Northern Dancer                    | Natalma                            |                  |
| 母 * ディクシースプラッシュ Dixie Splash 1988 鹿毛 | 母の父Dixieland Band 1980 鹿毛                        | Mississippi Mud                    | Delta Judge                        | Delta Judge      |
| 母 * ディクシースプラッシュ Dixie Splash 1988 鹿毛 | 母の父Dixieland Band 1980 鹿毛                        | Mississippi Mud                    | Sand Buggy                         |                  |
| 母 * ディクシースプラッシュ Dixie Splash 1988 鹿毛 | 母の母Ocean Jewel 1983 鹿毛                           | Alleged                            | Hoist the Flag                     | Hoist the Flag   |
| 母 * ディクシースプラッシュ Dixie Splash 1988 鹿毛 | 母の母Ocean Jewel 1983 鹿毛                           | Alleged                            | Princess Pout                      |                  |
| 母 * ディクシースプラッシュ Dixie Splash 1988 鹿毛 | 母の母Ocean Jewel 1983 鹿毛                           | Lady Offshore                      | Sir Ivor                           | Sir Ivor         |
| 母 * ディクシースプラッシュ Dixie Splash 1988 鹿毛 | 母の母Ocean Jewel 1983 鹿毛                           | Lady Offshore                      | Bonnie Google F-No.3-d             |                  |
| 母系(F-No.)                                        | 3号族(FN:3-d)                                         | 3号族(FN:3-d)                      | 3号族(FN:3-d)                      | [ § 3 ]          |
| 5代内の近親交配                                    | Northern Dancer3×4、Almahmoud5×5                      | Northern Dancer3×4、Almahmoud5×5   | Northern Dancer3×4、Almahmoud5×5   | [ § 4 ]          |
| 出典                                               | 1. 2. 3. 4.                                           | 1. 2. 3. 4.                        | 1. 2. 3. 4.                        | 1. 2. 3. 4.      |

- 半姉ディクシージャズの産駒に重賞3勝のレッドデイヴィス、孫に2024年中山記念勝ち馬のマテンロウスカイがいる。